# Villedieu-la-Blouère
Villedieu-la-Blouère is een plaats en voormalige gemeente in Frankrijk in het departement Maine-et-Loire in de regio Pays de la Loire en telt 2102 inwoners (1999).
Op 15 december 2015 zijn de gemeenten van de communauté de communes du Centre-Mauges, met uitzondering van Bégrolles-en-Mauges, gefuseerd tot de huidige gemeente Beaupréau-en-Mauges. Deze gemeente maakt deel uit van het arrondissement Cholet.

## Geografie
De oppervlakte van Villedieu-la-Blouère bedraagt 14,2 km², de bevolkingsdichtheid is 148,0 inwoners per km².
De onderstaande kaart toont de ligging van Villedieu-la-Blouère met de belangrijkste infrastructuur en aangrenzende gemeenten.

## Demografie
Onderstaande figuur toont het verloop van het inwonertal.